# جون نورتن بوميروي
جون نورتن بوميروي (بالإنجليزية: John Norton Pomeroy)‏ هو محامي أمريكي، ولد في 12 أبريل 1828، وتوفي في 25 فبراير 1885.